# Казан (река)
Вижте пояснителната страница за други значения на Казан.
Казан (на английски: Kazan River) е река в Северна Канада, провинция Саскачеван, Северозападните територии и територия Нунавут.
Влива се в езерото Бейкър. Дължината ѝ от 732 km ѝ отрежда 34-то място сред реките на Канада.

## Географска характеристика

### Извор, течение, устие
Река Казан води началото си от малко безименно езеро, разположено на 421 м н.в., в най-североизточния ъгъл на провинция Саскачеван. Тече на север, преминава от юг на север през езерото Касба (336 м н.в.) и се насочва на североизток вече в територия Нунавут. Преминава последователно през езерата Енадай (311 м н.в.) и Дима (279 м н.в.), завива на изток и влиза в езерото Ангикуни (257 м н.в.)
След като изтече от езерото реката навлиза в дълбоко дефиле с три каскади от 5 до 7-метрови водопади и прагове и най-впечатляващия двукилометров участък Казан Фолс с едноименния водопад, висок 25 м. На 62°15′ с. ш. 98°12′ з. д. / 62.25° с. ш. 98.2° з. д. реката завива на север и след около 50 км навлиза в голямото езеро Яткайед (140 м н.в.).
Изтича от североизточния ъгъл на Яткайед, преминава през езерото Форд (107 м н.в.), завива на изток, приема отляво най-големия си приток река Кунуак, протича през езерото Търти Майл (88 м н.в.), прави последен завой на север и се влива чрез делта от юг в езерото Бейкър.

### Водосборен басейн
Площта на водосборния басейн на реката е 71 500 km2, като се простира главно в територия Нунавут (около 90%), Северозападни територии (около 4%) и провинции Саскачеван (около 5%) и Манитоба (по-малко от 1%).

### Хидроложки показатели
Многогодишният среден дебит на реката в нейното устие е 540 m3/s, като максималният е през юни-юли, а минималният – през февруари-март. Подхранването на реката е предимно снегово. От октомври до май реката е скована от ледена покривка.

## Откриване и изследване на реката
Част от долното течение на Казан, след езерото Яткайед, е открито през 1770 г. от търговския агент Самюъл Хиърн (служител на английската компания „Хъдсън Бей“, търгуваща с ценни животински кожи), който през пролетта на следващата година открива и нейното горно течение по време на пътешествието си на северозапад към река Копърмайн.
През 1894 г. канадският геолог Джоузеф Тирел пръв проследява и топографски заснема и картира течението на реката между езерата Касба и Яткайед.